# هيرم لي
هيرم لي (بالإنجليزية: Herm Lee)‏ هو لاعب كرة قدم أمريكية أمريكي، ولد في 29 أغسطس 1931 في فينيكس سيتي في الولايات المتحدة، وتوفي في 6 مارس 1991.

## وصلات خارجية
- هيرم لي على موقع مرجع كرة القدم المحترفة.كوم (الإنجليزية)